# Åbo Underrättelser

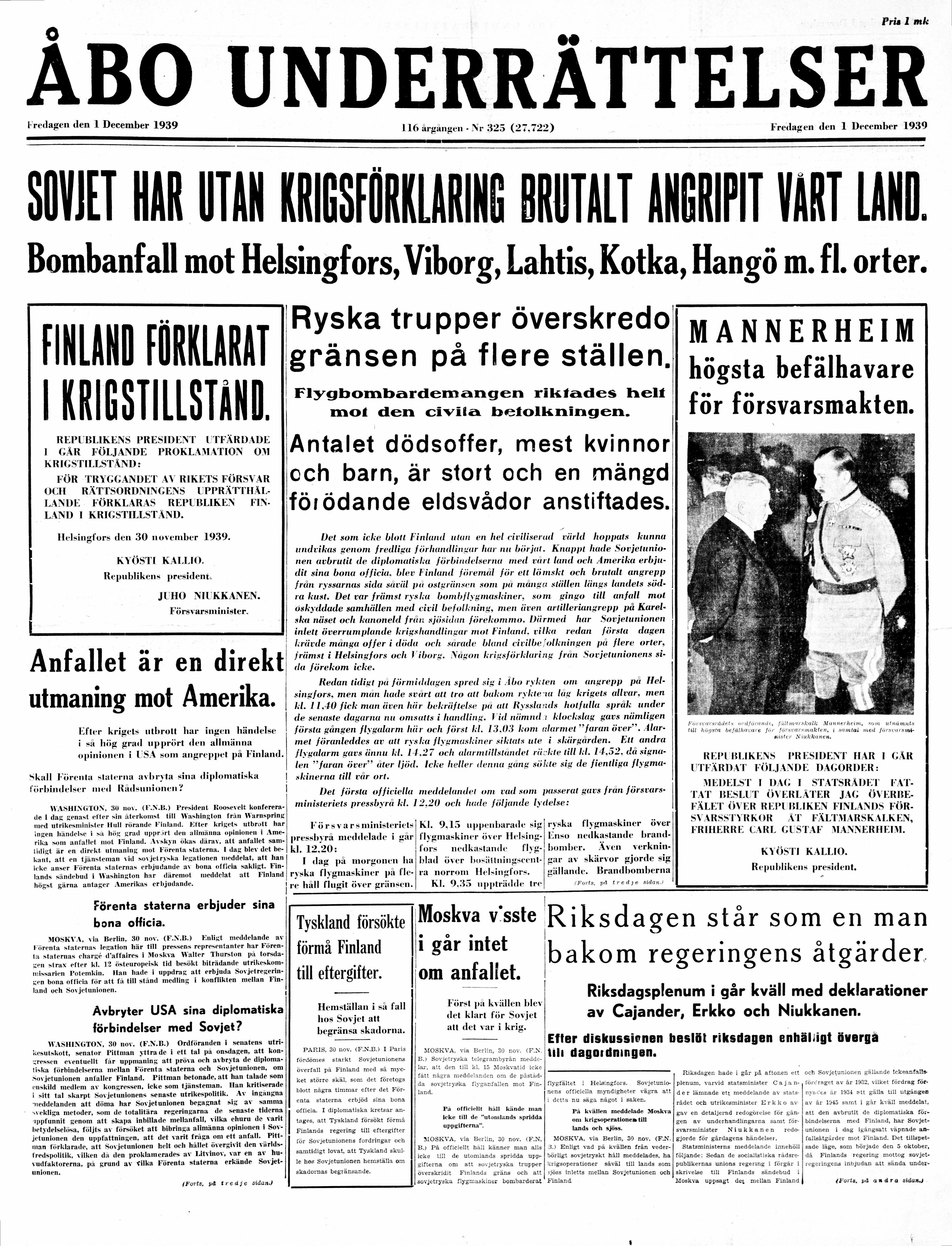
Åbo Underrättelser framsida 1.12.1939

Åbo Underrättelser (ÅU) är en svenskspråkig dagstidning som ges ut i Åbo i Finland. Åbo Underrättelser kom ut med sitt första nummer lördagen den 3 januari 1824 och är numera den äldsta dagstidning i Finland som fortfarande utkommer. Tidningen kommer ut fem dagar i veckan (tisdag till och med lördag) med en upplaga som år 2023 uppgick till cirka 4 800 exemplar.
Från och med hösten 2025 kommer papperstidningen endast ges ut en gång i veckan. Orsaken är att allt fler prenumeranter läser bara digitalversionen. Dessutom har distributions- och tryckkostnaderna stigit.

## Historik
Tidningens första huvudredaktör var filosofie magistern, boktryckaren och bokhandlaren Christian Ludvig Hjelt. Det första numret trycktes i Bibel-Sällskapets Boktryckeri i Åbo, och därefter började man ge ut tidningen med två nummer i veckan. Sedermera har utgivningsfrekvensen varierat, allt mellan tre nummer per vecka och sju nummer per vecka. Tidningen är femdagarstidning sedan 1969. 
Åbo Underrättelser utkom oavbrutet mellan 1824 och 1827, då den gjorde uppehåll i två år. Uppehållet berodde, av allt att döma, på den fruktansvärda Åbo brand den 4 september 1827. Tidningen kom åter ut regelbundet från 1829 till 1869, även om den rent juridiskt gick i konkurs 1863. Tidningen indrogs av myndigheterna 1869 i och med nummer 180. Efter ett kort uppehåll återuppstod tidningen under namnet Åbo underrättelser. Ny följd.
Under många årtionden var det hård konkurrens om de svenskspråkiga läsarna i Åboregionen, då även andra svenskspråkiga dagstidningar utkom i området. Dagstidningen Åbo Posten konkurrerade om läsarna mellan 1873 och 1883. Den andra tidningen, Åbo Tidning, konkurrerade däremot redan om läsarna då ÅU började utkomma.
Åbo Tidning, som under årens lopp gått under olika namn, sammanslogs med Åbo Underrättelser. Ny följd år 1906. I samband med sammanslagningen återtog ÅU sitt ursprungliga namn Åbo Underrättelser.
Den anrika tidningens webbupplaga har utkommit på Internet sedan 1998. ÅU trycks sedan hösten 2006 hos Salon Lehtitehdas i Salo.

## Spridning
Tidningens nyhetsbevakning täcker hela Egentliga Finland, Åbo, S:t Karins, Reso, Nådendal, Pargas, Nagu, Korpo, Houtskär, Iniö, Dragsfjärd, Kimito och Västanfjärd. Huvudredaktionen är belägen i Åbo, med lokalredaktörer stationerade i Pargas och Kimito. Åbo Underrättelser bevakar också de övriga svenskspråkiga delarna av Finland via nyhetsbyrån SPT.

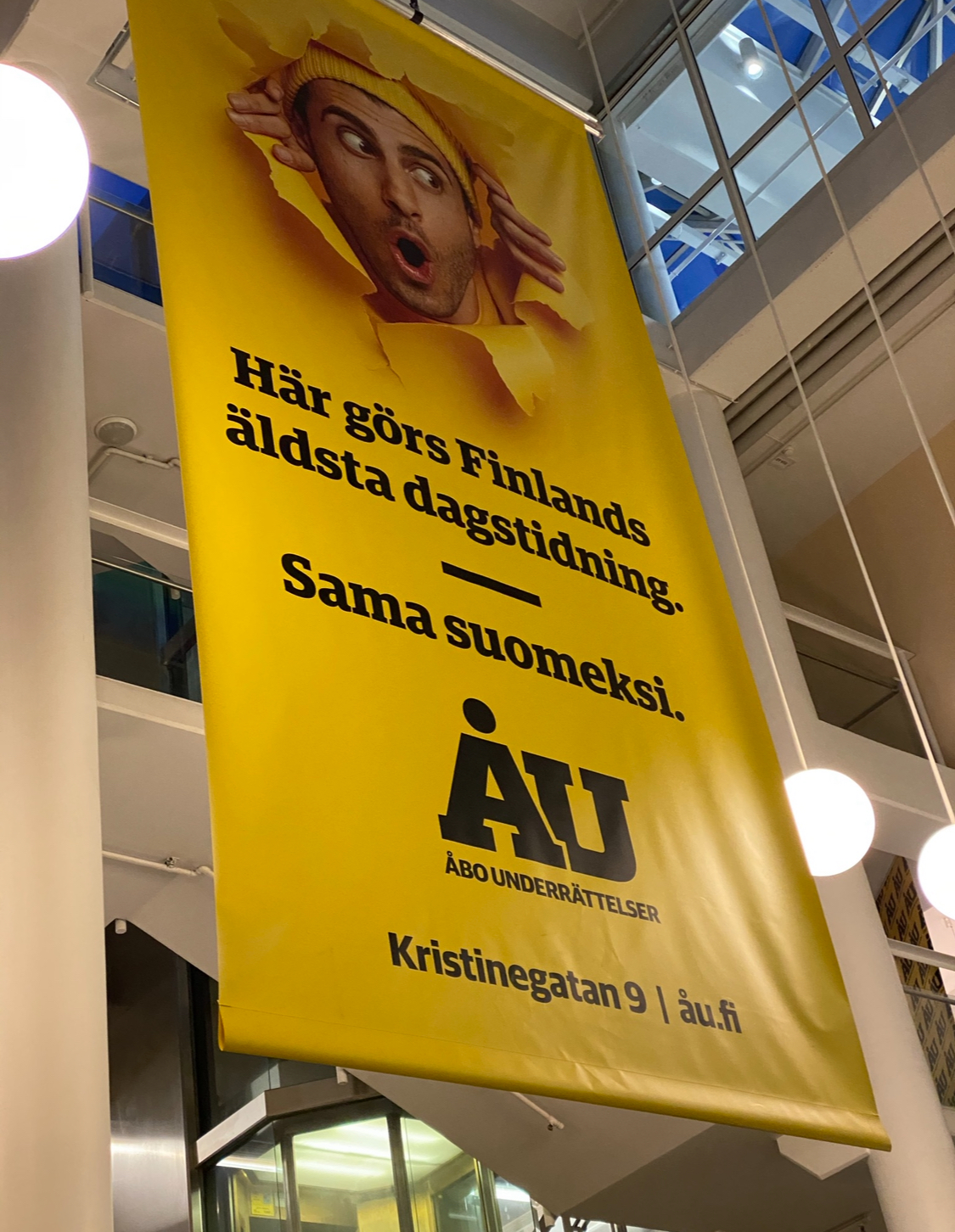
Tidningens annons i Hansakvarteret i Åbo.

Tidningen har flera storutdelningar per år, som täcker alla tvåspråkiga hushåll i Egentliga Finland samt alla hushåll i Åbolands skärgård och Åbo centrum. Upplagan uppgår då till 60 000 exemplar.

## Chefredaktörer
- Christian Ludvig Hjelt (1824–?)
- N. H. Pinello (tjänstgöringstid okänd)
- Gustaf Adolf Schultz (1850–1859)
- Johan Wilhelm Lillja (1859–1866)
- Ernst Rönnbäck (1868–1875)
- Ernst von Wendt (1907–1909)
- Elias Lodenius (1909–1919)
- Einar Holmberg (1919–1933)
- Sigurd Portin (1938–1957)
- Ole Torvalds (1958–1967)
- Meta Torvalds (1971–1977)
- Bo Stenström (1978–1987)
- Torbjörn Kevin (1987–2014)
- Pär Landor (2014–2017)
- Stefan Holmström (2017–2018)
- Tom Simola (2018–2024)
- Susanna Landor (2024-)[8]